# فرانسیسکو اگیلار (بازیکن فوتبال، زاده ۱۹۵۲)
فرانسیسکو اگیلار (انگلیسی: Francisco Aguilar؛ زادهٔ ۱۰ مهٔ ۱۹۵۲) بازیکن فوتبال اهل اسپانیا است.
از باشگاه‌هایی که در آن بازی کرده‌است می‌توان به باشگاه فوتبال رایو وایکانو، باشگاه فوتبال اتلتیکو مادرید، باشگاه فوتبال الچه، و باشگاه فوتبال گرانادا اشاره کرد.
وی همچنین در تیم ملی فوتبال اسپانیا بازی کرده‌است.